# Comuna Strîbij, Cervonoarmiisk
Strîbij (în ucraineană Стрибізька сільська рада) este o comună în raionul Cervonoarmiisk, regiunea Jîtomîr, Ucraina, formată din satele Hruzlîveț, Kalînovîi Hai, Pidlisne, Slobidka și Strîbij (reședința).

## Demografie
Componența lingvistică a comunei Strîbij
     Ucraineană (98,9%)
     Rusă (1,1%)
Conform recensământului din 2001, majoritatea populației comunei Strîbij era vorbitoare de ucraineană (98,9%), existând în minoritate și vorbitori de rusă (1,1%).